# Scatella nubeculosa
Scatella nubeculosa är en tvåvingeart som beskrevs av Tonnoir och Malloch 1926. Scatella nubeculosa ingår i släktet Scatella och familjen vattenflugor. Inga underarter finns listade i Catalogue of Life.